# Belonoptera arachnidia
Belonoptera arachnidia är en fjärilsart som beskrevs av W. Warren 1908. Belonoptera arachnidia ingår i släktet Belonoptera och familjen Thyrididae. Inga underarter finns listade i Catalogue of Life.